# Rörladdning

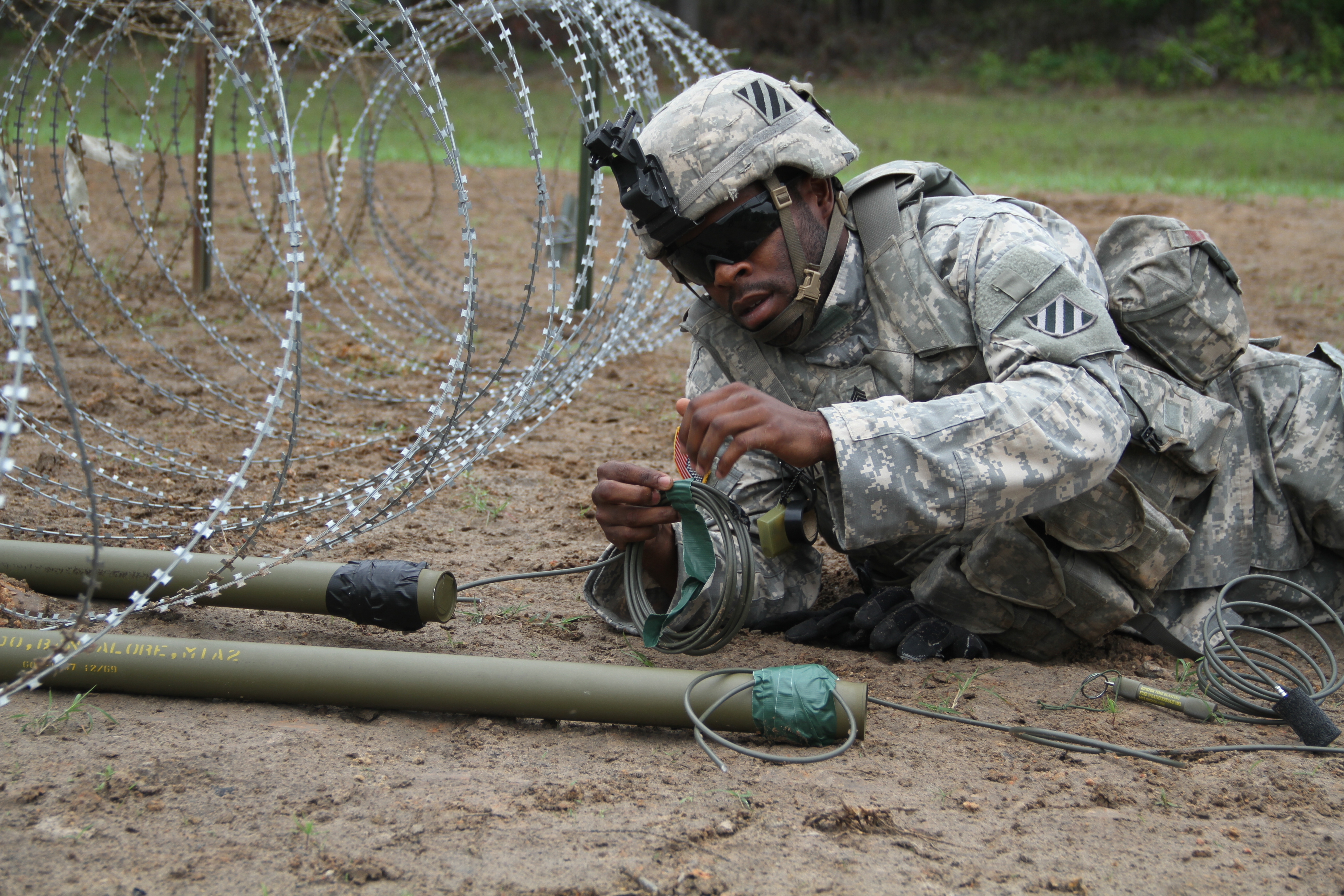
Amerikansk soldat som apterar rörladdningar under rakbladstråd.

Rörladdning (kort: rörlng; engelska: bangalore torpedo, ”bangaloretorped”) är en militär långsträckt sprängladdning i form av ett sprängladdat rör avsett för sprängning av genomgångar i särskilt låggående hinder (jämför bräsch), exempelvis taggtråd- eller rakbladstrådstängsel, försåtminering eller minor med mera. Ena änden kan förses med en spets för att tränga in i fast material. Rören kan kopplas ihop med varandra till godtycklig längd. Torpeden utlöses med en tändhatt som förs in bakifrån i det sista röret.

## Sträckladdning

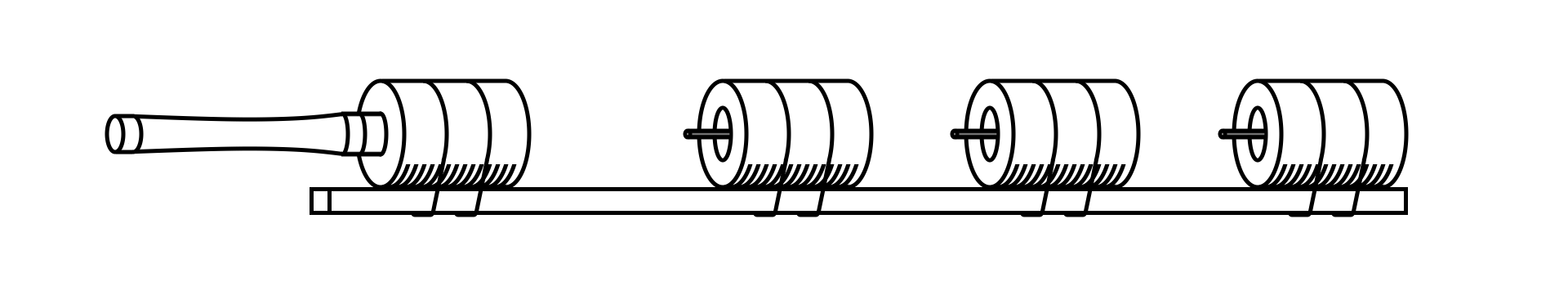
Sträckladdning uppgjord av en planka och skafthandgranater.

Sträckladdning (jämför tyska: Gestreckte Ladung) är en improviserad röjningsladdning med liknande funktion och form till en rörladdning, varigenom sprängladdningar, handgranater eller minor fästs på ett utsträckt föremål såsom en planka och kopplas samman med stubin.

## Historia

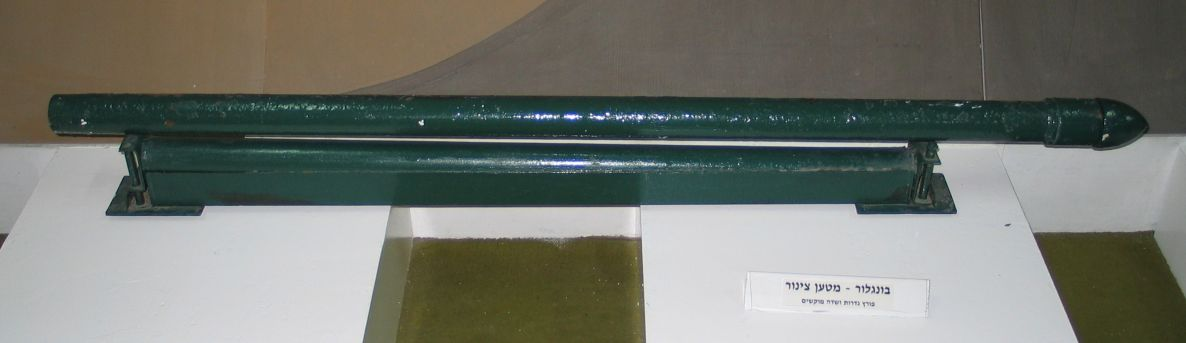
Äldre rörladdning på Batey ha-Osef-museet i Israel

Rörladdningen uppfanns 1912 av kapten R. L. McClintock från Royal Engineers medan han var knuten till Madras ingenjörstrupper (sappörerna) i den brittisk-indiska armén i Bangalore, Indien – därav det engelska namnet bangalore torpedo (”bangaloretorped”), där torped troligen avser dess utsträckta form och hätta. Dessa kom till för att kunna rensa fält från minor, försåtminering och andra ovälkomna hinder.
De allierade soldaterna använde dessa under invasionen av Normandie för att spränga upp stora hål i taggtrådshindren och i de minerade fälten som förekom på invasionsstränderna.
Rörladdningar tillverkas bland annat idag av Mondial Defence Systems i Storbritannien.

## Svenska rörladdningar

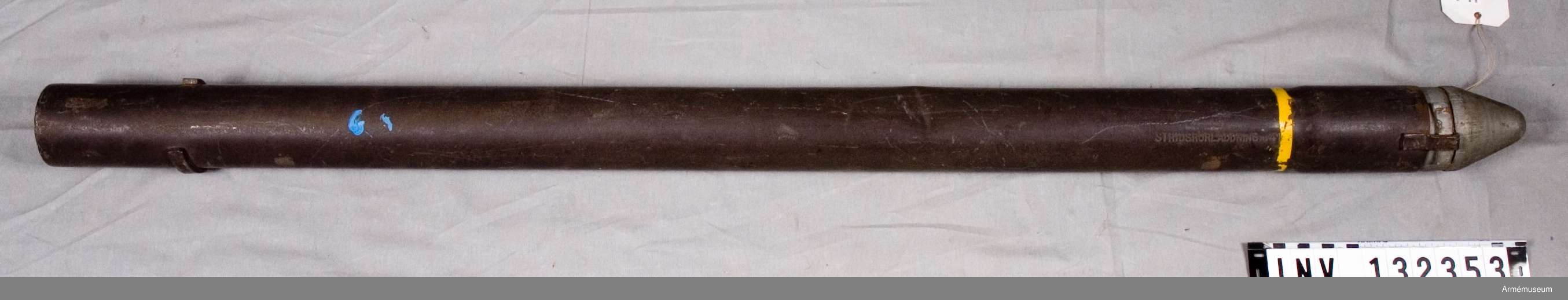
Svensk rörladdning m/41 med tillhörande spets.

I Sverige har fabrikstillverkade rörladdningar förekommit sedan åtminstone andra världskriget. Bland modeller har bland annat följande förekommit:
- rörladdning m/41 – laddad med 3,3 kg nitrolit
- rörladdning m/41-44 – laddad med 3 stycken burkladdning m/42, 3:1 om 3 kg nitrolit totalt
- rörladdning m/41-47 – laddad med 5,2 kg gjuten trotyl (märkt stridsrörladdning)